# Izu (souostroví)
Izu (japonsky 伊豆諸島 [Izu-šotó]) je souostroví, které leží v Tichém oceánu a tvoří jeho hranici s Filipínským mořem. Patří k Japonsku, kde celé administrativně spadá do prefektury Tokio.
Přestože se v Japonsku tradičně zmiňuje jako Sedm Izo (japonsky 伊豆七島 [Izu šičitó]), ve skutečnosti jde o více než tucet ostrovů a ostrůvků, z nichž devět je obydlených.

## Geografie
Souostroví je vulkanického původu a táhne se jižním směrem v délce zhruba 600 km od poloostrova Izu (na ostrově Honšú). Ještě jižněji od něj leží subtropické Boninské ostrovy. Tato souostroví jsou součástí Marianského vulkanického oblouku, který sahá od Marian až po horu Fudži. Přitom Izu se nalézá v jeho severní části, kde se setkávají tři tektonické desky.
Přestože souostroví je relativně mladé (několik miliónů let), nachází se na něm různé druhy fauny a flóry pocházející převážně z blízkých hlavních japonských ostrovů. Proto lze na nich dobře studovat evoluční procesy. Některé druhy jako např. zvonek se rozšířily na ostrovy v jedné vlně a všichni jedinci na ostrovech mají jednotný haplotyp. Na druhé straně myšice osídlily ostrovy ve dvou nezávislých vlnách. Všechny ostrovy se nacházejí uvnitř národního parku Fudži-Hakone-Izu.

## Obyvatelstvo
Zhruba třetina obyvatel (přes 8 000) žije na největším ostrově Izu Óšima, zatímco na nejmenší Tošimě necelých 300. Obydlené ostrovy mají plochu 296,56 km². Tradičně jsou zmiňovány jako Sedm Izo (japonsky 伊豆七島 [Izu šičitó]), což zahrnuje ostrovy Óšima, Tošima, Niidžima, Kózušima, Mijakedžima, Hachidžodžima a Mikuradžjima. Celkový počet obyvatel od r. 1960 klesá. Následující graf udává vývoj počtu obyvatel na souostroví (červený sloupec) a na ostatních japonských ostrovech vzdálených od hlavních japonských ostrovů (zelený sloupec). Je zřejmé, že úbytek obyvatel souostroví Izu není tak dramatický jako ve druhém případě. Naproti tomu ve stejném období počet obyvatel Japonska vzrostl z 94,3 mil. na 127,8 mil.

## Administrativní dělení

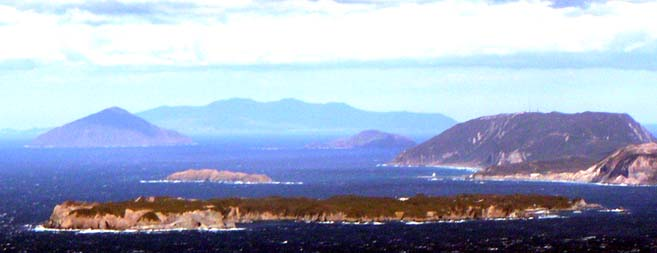
Šikinedžima z Kózušimy; v dálce: Óšima; nalevo: Tošima; napravo: Niidžima; nejmenší: Džinai tó

Souostroví Izu je součástí prefektury Tokio, v jejímž rámci spadá do tří subprefektur. Dále se dělí na dvě města a šest vesnic; ze sídel je největší Izu Óšima, běžně nazývaná Óšima.
- subprefektura Óšima
  - město Óšima (ostrov Izu Óšima)
  - ves Tošima (ostrov Tošima)
  - ves Niidžima (ostrovy Niidžima, Šikinedžima, Udonešima, Džinai)
  - ves Kózušima (ostrov Kózušima)
- subprefektura Mijake
  - ves Mijake (ostrovy Mijakedžima, Ónoharadžima)
  - ves Mikuradžima (ostrovy Mikuradžima, Inambadžima)
- subprefektura Hačidžó
  - město Hačidžó (ostrovy Hačidžódžima a Hačidžó kodžima)
  - ves Aogašima (ostrov Aogašima)

Čtyři nejjižnější neobydlené ostrovy (Mjódžin šó, Sumisu tó, Torišima a Sófu iwa) nespadají do žádného základního administrativního celku a jsou spravovány přímo subprefekturou Hačidžó, protože si na činí nároky jak město Hačidžó, tak vesnice Aogašima.
| Ostrov           | japonsky       | Plocha, [km²] | Nejvyšší bod [m n. m.] | Počet obyvatel (2007) | Pohled                            | Zeměpisné souřadnice              |
| ---------------- | -------------- | ------------- | ---------------------- | --------------------- | --------------------------------- | --------------------------------- |
| Izu Óšima        | 伊豆大島       | 91,06         | 764                    | 8 472                 |                                   | 34°44′ s. š., 139°24′ v. d.       |
| Tošima           | 利島           | 4,12          | 508                    | 304                   |                                   | 34°31′ s. š., 139°17′ v. d.       |
| Udonešima        | 鵜渡根島       | 0,40          | 210                    | neobydleno            |                                   | 34°28′21″ s. š., 139°17′38″ v. d. |
| Niidžima         | 新島           | 23,53         | 432                    | 2 420                 |                                   | 34°23′ s. š., 139°16′ v. d.       |
| Džinai tó        | 地内島         | 0,40          | 77                     | neobydleno            | 34°22′20″ s. š., 139°13′40″ v. d. |                                   |
| Šikinedžima      | 式根島         | 3,90          | 109                    | 600                   | 34°19′30″ s. š., 139°13′ v. d.    |                                   |
| Kózušima         | 神津島         | 18,87         | 574                    | 1 914                 |                                   | 34°13′ s. š., 139°9′ v. d.        |
| Mijakedžima      | 三宅島         | 55,48         | 815                    | 2 382                 |                                   | 34°5′ s. š., 139°32′ v. d.        |
| Ónoharadžima     | 大野原島       | 0,02          | 114                    | neobydleno            |                                   | 34°2′53″ s. š., 139°23′2″ v. d.   |
| Mikuradžima      | 御蔵島         | 20,58         | 851                    | 313                   |                                   | 33°52′30″ s. š., 139°36′ v. d.    |
| Inambadžima      | 藺灘波島       | 0,005         | 74                     | neobydleno            |                                   | 33°38′53″ s. š., 139°18′8″ v. d.  |
| Hačidžódžima     | 八丈島         | 69,54         | 854                    | 8 363                 |                                   | 33°7′ s. š., 139°47′ v. d.        |
| Hačidžó kodžima  | 八丈小島       | 3,08          | 617                    | neobydleno            |                                   | 33°7′31″ s. š., 139°41′18″ v. d.  |
| Aogašima         | 青ヶ島         | 5,98          | 423                    | 192                   |                                   | 32°27′29″ s. š., 139°46′4″ v. d.  |
| Bejonésu Recugan | ベヨネース列岩 | 0,01          | 10                     | neobydleno            |                                   | 31°53′14″ s. š., 139°55′3″ v. d.  |
| Sumisudžima      | 須美寿島       | 0,02          | 136                    | neobydleno            |                                   | 31°26′13″ s. š., 140°2′49″ v. d.  |
| Torišima         | 鳥島           | 4,79          | 394                    | neobydleno            |                                   | 30°28′48″ s. š., 140°18′22″ v. d. |
| Sófu Iwa         | 孀婦岩         | 0,005         | 99                     | neobydleno            |                                   | 29°47′39″ s. š., 140°20′31″ v. d. |

Kromě uvedených ostrovů patří do souostroví skupiny skalisk a útesů: Hajašima (早島), Onbase tó (恩馳島), Tadanae tó (祇苗島) a Zenisu (銭洲).

## Hospodářství

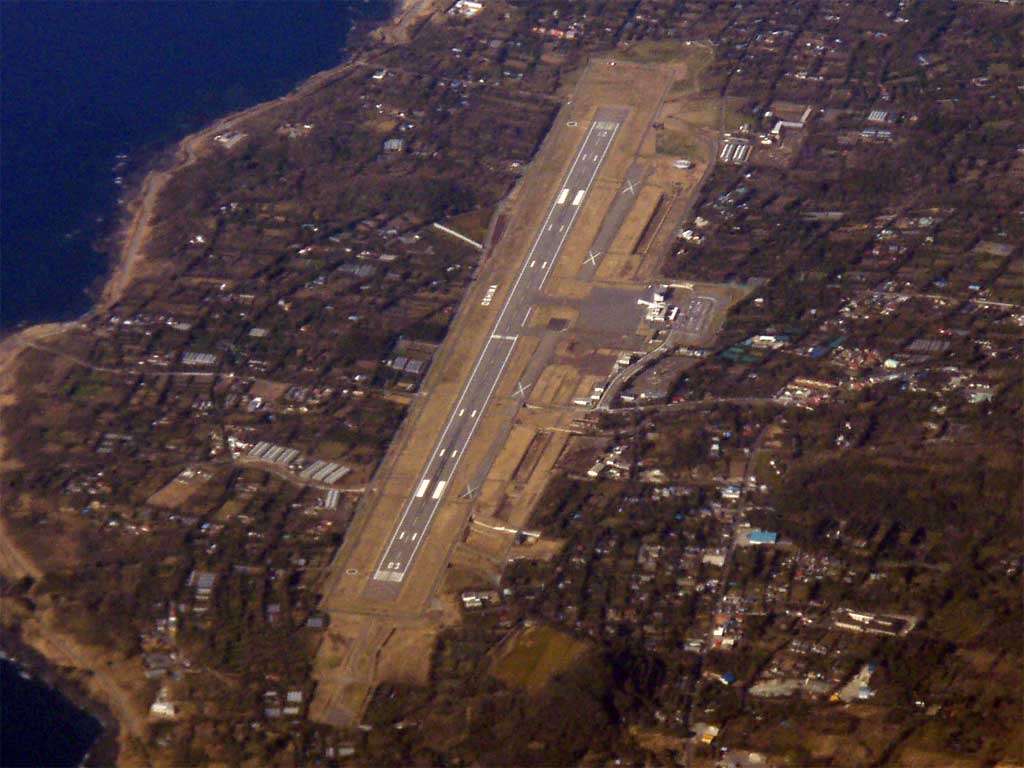
Letiště Óšima

Tradičním zdrojem obživy na ostrovech je rybolov a zemědělství. Po druhé světové válce vzrostl význam domácí turistiky; mezi neoblíbenější aktivity patří plavání, potápění, surfování, rybaření, pozorování ptáků a výlety. Důvodem oblíbenosti ostrovů je jejich rozmanitost.
Ostrovy jsou propojeny trajekty, které plují do 15 přístavů. Je zde celkem 5 letišť místního významu, z nichž nejvýznamnější je letiště Óšima. Na ostrovech je dohromady 215 km zpevněných cest.

## Historie
Na všech osídlených ostrovech se nalézají důkazy o osídlení v období Džómon. Ve vykopávkách na Mijakedžimě byly nalezeny důkazy o pěstování rýže v období Jajoi. Ostrovy sloužily po staletí jako cíl pro vyhnanství; první záznam o tom je z r. 674, kdy sem byl vyhoštěn král Omi. Ostrovy byly nejprve součástí provincie Suruga, ale r. 680 se z ní vydělila provincie Izu, jejíž částí zůstaly ostrovy asi po osm staletí. R. 724 byly ostrovy Izu jmenovány jako země určená pro vyhnanství. V r. 1156 sem byl vyhoštěn legendární samuraj Minamoto no Tametomo a později další významní samurajové jako Jamauči Uesugi nebo Miura Sagami. Koncem 15. století se ostrovy staly součástí panství klanu Go-Hódžó a v období Edo se dostaly pod přímou správu vlády. Během tohoto období sem byli vyhošťováni zločinci, mezi nimi i mnoho významných osob - Ukita Hideie, Ičó Hanabusa, Šingoro Ikušima, Šigezo Kondo.
R. 1780 došlo k velkému zemětřesení na Aogašimě; část obyvatel byla evakuována, ale všech zbylých 132 obyvatel zahynulo v r. 1785 při rozsáhlé erupci zdejší sopky Marujama. Obyvatelům bylo dovoleno se vrátit až po více než 50 letech (1835). Mezi lety 1868 a 1878 změnily ostrovy několikrát administrativní příslušnost a nakonec se staly součástí prefektury Šizuoka. Od r. 1888 se na Torišimě těžilo guáno, ale jen do r. 1903, kdy zde došlo k velké erupci, při které zahynuli všichni její obyvatelé, a ostrov je od tehdy neobydlený. Od r. 1943 spadá souostroví do Tokijské prefektury.
Po porážce Japonska ve druhé světové válce se ostrovy dostaly krátce pod americkou správu, ale již r. 1946 se vrátily do správy Japonska. Od počátku 50. let je v oblasti intenzivně sledována silná vulkanické činnost. V r. 1953 při průzkumu mořské sopky Mjódžin šó zahynulo na lodi Kaijó Maru 5 31 výzkumníků. Od r. 1953 byly ostrovy postupně elektrifikovány a v r. 1962 dosáhla elektrifikace 98 %. Sopečná činnost ohrozila v r. 2000 Mijakedžimu, odkud muselo být obyvatelstvo evakuováno a kam se navrátilo až r. 2005.
Aby se předešlo účinkům přírodních katastrof, přijala japonská vláda opatření, která zahrnují mapy rizik, značení cest, evakuační plány, rozhlasové vysílání, dopravní systém a dodávky záchranného materiálu. Systém varování prokázal svoji účinnost 1. ledna 2012, kdy ostrovy zasáhlo zemětřesení magnituda 6,8 Richterovy stupnice, ale nedošlo k žádným ztrátám na životech.